# Río Deo
El río Deo es un río del noroeste de la península ibérica que discurre por la provincia de La Coruña, en Galicia, España.

## Curso
El río Deo nace en el término municipal de Curtis, en las sierras de A Carriceira y A Graña. Ya en el término municipal de Aranga tiene como afluentes el rego de Porto Espiñeira y el rego de Porto Vilarraso. Desemboca en Aranga sobre el río Mandeo del que es su principal afluente.
El Deo es un río truchero acotado para la pesca. El Coto Vilarraso es el tramo del río que va desde el límite entre los términos municipales de Aranga y Curtis, desde el Ponte de Cencasas en Curtis hasta el encuentro del Deo con el Mandeo en el puente de la Castellana. Son unos 6,4 km.